# Clemens Fritz
Clemens Fritz (Erfurt, 7 de dezembro de 1980) é um ex-futebolista alemão que jogava como lateral-direito e volante. É mais conhecido por ter passado 11 anos de sua carreira defendendo a camisa do Werder Bremen. 

## Carreira
Clemens Fritz jogou em seu tempo da juventude no FC Rot-Weiß Erfurt. Quando o clube entrou em crise, o VfB Leipzig começou a notar o jogador. Dois anos mais tarde, o mesmo clube se aproveitou da boa condição financeira em que estavam e fizeram uma oferta ao Erfurt, assim cedendo o jogador ao clube.
O Rot-Weiß Erfurt sentiu a falta do jogador, e foi novamente em busca de Fritz. Conseguiram trazê-lo de volta, em 1999. Alguns meses mais tarde, promoveram-no para o time principal do clube. Após a conquista da Regionalliga Süd, com dez gols em 32 jogos, Fritz trocou de clube, indo defender o Karlsruher SC, junto com seu amigo Marco Engelhardt, na segunda divisão da Bundesliga, na qual os dois se tornaram peças principais do time. 
No ano de 2003, Fritz foi contratado pelo Bayer 04 Leverkusen, na primeira divisão da Bundesliga, no qual atuou ao lado de Bernd Schneider e Jens Nowotny. Ficou três anos no clube, não conquistando títulos por lá.
Fritz então se transferiu como jogador livre para o SV Werder Bremen em 2006, no qual assinou um contrato até 2009. Desde então, passou a jogar como lateral direito. Nos primeiros dias foi escalado como um dos 11 titulares da equipe, assim colocando Patrick Owomoyela na reserva, com o total apoio de Thomas Schaaf, o técnico do Werder Bremen.
No jogo pelas oitavas-de-final da Liga dos Campeões da UEFA, marcou seu primeiro gol pelo Werder Bremen contra Celta de Vigo, fechando a partida por 2 a 0 e classificando a equipe para as quartas-de-final.
Ele anunciou sua aposentadoria no final da temporada 2015-16 em 14 de janeiro de 2016, mas assinou um novo contrato de um ano em 28 de abril de 2016. Porém, em 4 de março de 2017, em uma partida contra o Darmstadt 98, ele sofreu uma lesão no tornozelo e foi submetido a uma cirurgia, o que o descartou pelo resto da temporada 2016-17. Em 8 de maio de 2017, ele anunciou o fim de sua carreira de jogador.

## Seleção Alemã de Futebol
Clemens Fritz era considerado como "O maior talento" comparado ao seu amigo,mas Marco Engelhardt entrou na seleção sub-21 antes de Fritz.
Embora conseguisse entrar para a seleção sub-21, não ficou muito tempo.
Em 29 setembro de 2006, Clemens Fritz foi finalmente convocado por Joachim Löw, onde jogou pela principal seleção em 7 de outubro do mesmo ano, em Rostock, durante um amistoso contra a seleção da Geórgia. Convencendo o técnico sobre a sua capacidade, ele permitiu a Fritz estar no jogo seguinte, contra a seleção da Eslováquia, pelas eliminatórias da Eurocopa. No amistoso contra a Suíça, ele foi titular. E no jogo contra a seleção Dinamarquesa, também foi titular, jogando no lugar de Bernd Schneider.
No jogo contra San Marino pelas eliminatórias da Eurocopa, marcou seu primeiro gol pela Nationalmannschaft, e fechou a goleada por 6 a 0 para a equipe alemã.

## Títulos
Werder Bremen
- DFB-Ligapokal: 2006
- Copa da Alemanha: 2008–09